# 뉴스업
《김종대의 뉴스업》은 대한민국의 방송국 기독교방송의 라디오 채널 CBS 표준FM에서 평일 저녁 6시 25분 ~ 밤 8시까지 방송하는 라디오 프로그램이다.

## 역사
2020년 10월 26일부터 2021년 7월 9일 자로 9개월만에 폐지

## 진행
- 김종대

## 같이 보기
- CBS 표준FM
- 기독교방송

| CBS 표준FM 평일 프로그램 |                                     |                                      |
| 이전                     | 김종대의 뉴스업                     | 다음                                 |
| CBS 저녁종합뉴스         | 김종대의 뉴스업                     | 오늘 하루 장주희입니다               |
| 저녁 6시 ~ 저녁 6시 25분 | 저녁 6시 25분 ~ 밤 8시              | 밤 8시 5분 ~ 밤 9시 30분             |
|                          | 55분 CBS 칼럼 저녁 7시 CBS 노컷뉴스 | 56분 조한욱의 오늘 정시 CBS 노컷뉴스 |

| 부산CBS 표준FM 평일 프로그램  |                                     |                                      |
| 이전                          | 김종대의 뉴스업                     | 다음                                 |
| CBS 저녁종합뉴스 부산         | 김종대의 뉴스업                     | 오늘 하루 장주희입니다               |
| 저녁 6시 13분 ~ 저녁 6시 25분 | 저녁 6시 25분 ~ 밤 8시              | 밤 8시 5분 ~ 밤 9시 30분             |
|                               | 55분 CBS 칼럼 저녁 7시 CBS 노컷뉴스 | 56분 조한욱의 오늘 정시 CBS 노컷뉴스 |

| 경남CBS 표준FM 평일 프로그램  |                                     |                                      |
| 이전                          | 김종대의 뉴스업                     | 다음                                 |
| CBS 저녁종합뉴스 경남         | 김종대의 뉴스업                     | 오늘 하루 장주희입니다               |
| 저녁 6시 13분 ~ 저녁 6시 25분 | 저녁 6시 25분 ~ 밤 8시              | 밤 8시 5분 ~ 밤 9시 30분             |
|                               | 55분 CBS 칼럼 저녁 7시 CBS 노컷뉴스 | 56분 조한욱의 오늘 정시 CBS 노컷뉴스 |

| 대구CBS 표준FM 평일 프로그램  |                                     |                                          |
| 이전                          | 김종대의 뉴스업                     | 다음                                     |
| CBS 저녁종합뉴스 대구·경북    | 김종대의 뉴스업                     | 오늘 하루 장주희입니다 1부               |
| 저녁 6시 15분 ~ 저녁 6시 25분 | 저녁 6시 25분 ~ 밤 8시              | 밤 8시 5분 ~ 밤 9시                      |
|                               | 55분 CBS 칼럼 저녁 7시 CBS 노컷뉴스 | 56분 조한욱의 오늘 저녁 8시 CBS 노컷뉴스 |

| 광주CBS 표준FM 평일 프로그램  |                                     |                                          |
| 이전                          | 김종대의 뉴스업                     | 다음                                     |
| CBS 저녁종합뉴스 광주·전남    | 김종대의 뉴스업                     | 오늘 하루 장주희입니다 1부               |
| 저녁 6시 15분 ~ 저녁 6시 25분 | 저녁 6시 25분 ~ 밤 8시              | 밤 8시 5분 ~ 밤 9시                      |
|                               | 55분 CBS 칼럼 저녁 7시 CBS 노컷뉴스 | 56분 조한욱의 오늘 저녁 8시 CBS 노컷뉴스 |